# 千葉県道282号柏印西線
千葉県道282号柏印西線（ちばけんどう282ごう かしわいんざいせん）は、千葉県柏市から千葉県印西市に至る県道（一般県道）である。

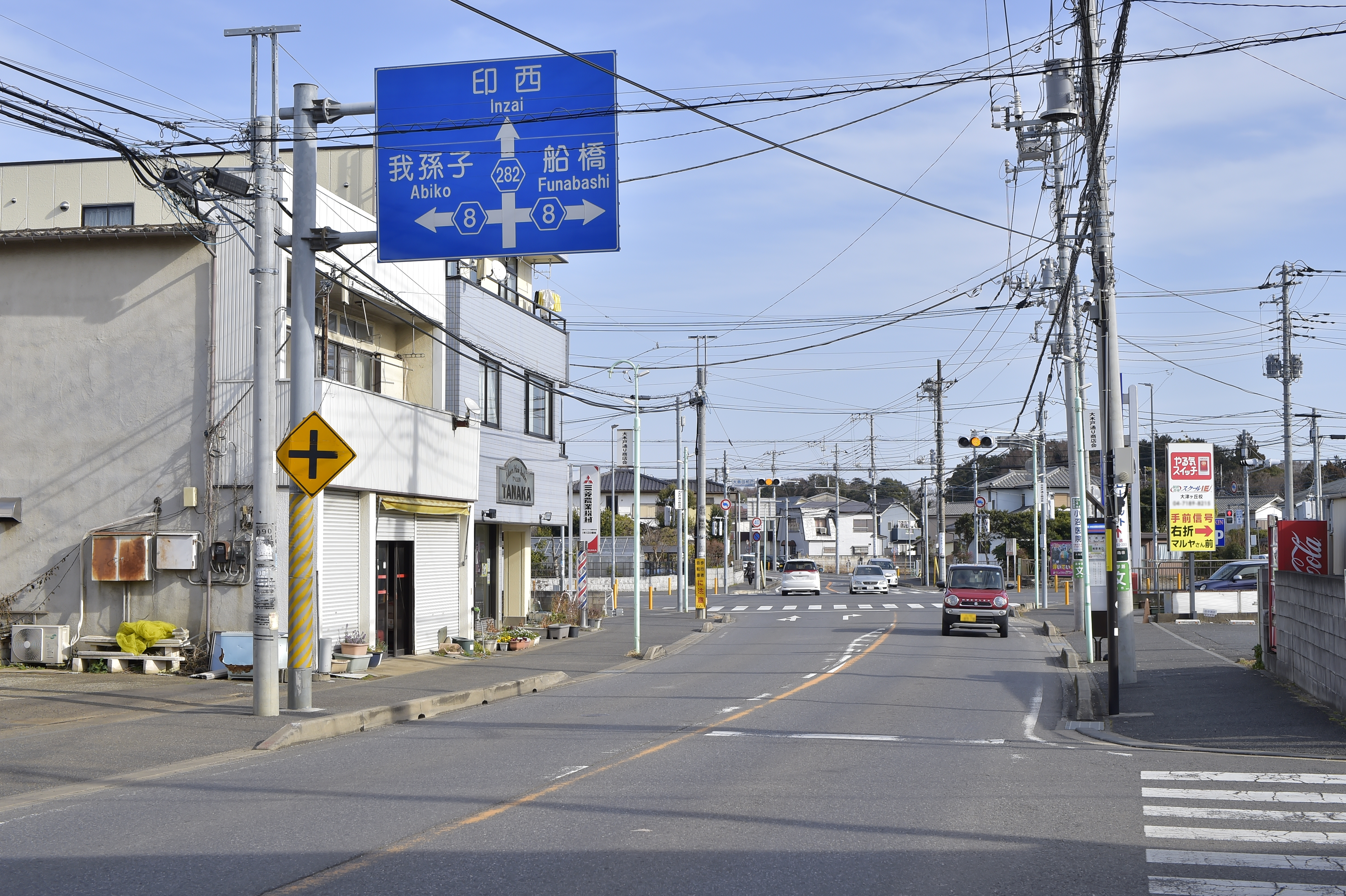
千葉県道282号柏印西線
柏市大島田（2023年2月）

## 概要
起点から「大島田柏戸」交差点にかけての区間は、1963年（昭和38年）から1975年（昭和50年）頃までは国道16号に指定されていた。柏市内に現在の国道16号が完成した後、県道に降格されている。

### 路線データ
- 起点：千葉県柏市柏三丁目 千葉県道261号松戸柏線（旧水戸街道）との交差点
- 終点：千葉県印西市大森
- 総延長：18.088 km（柏土木事務所管内：13.375 km[1]、印旛土木事務所管内：4.713 km[2]）
- 重用延長：4.388 km（柏土木事務所管内：1.220 km、印旛土木事務所管内：3.168 km）
- 未供用延長：なし（柏土木事務所管内：*.* km、印旛土木事務所管内：*.* km）
- 実延長：13.700 km（柏土木事務所管内：12.155 km[1]、印旛土木事務所管内：1.545 km[2]）

## 歴史
- 1955年3月4日 - 千葉県告示第108号において認定。（282号柏印西線 - 千葉県柏市柏から東葛飾郡手賀村(南部手賀沼)を経て印旛郡印西町）

## 路線状況

### 重複区間
- 千葉県道51号市川柏線（起点 - 柏市あかね町地内の交差点）
- 千葉県道59号市川印西線（印西市松山下公園交差点 - 印西市中ノ口交差点）

### 道路施設
- 手賀干拓一の橋（下手賀川、柏市布瀬新田 - 印西市浦部村新田）

## 地理

### 通過する自治体
- 千葉県
  - 柏市
  - 印西市

### 交差する道路
- 千葉県道261号松戸柏線（起点）
- 千葉県道51号市川柏線（重複）
- 国道16号（柏市大井 「大井」交差点）
- 千葉県道8号船橋我孫子線（柏市大島田 「大島田柏戸」交差点）
- 千葉県道59号市川印西線
- 千葉県道・茨城県道4号千葉竜ヶ崎線
- 国道356号（終点）